# Stanford (Norfolk)
Pour les articles homonymes, voir Stanford.
Stanford est une paroisse civile et un village du Norfolk, en Angleterre.